# Nobody Lives for Ever
Nobody Lives for Ever (007 – ingen lever evigt) er en britisk roman fra 1986 af John Gardner. Romanen er hans femte i serien om den hemmelige agent James Bond, der blev skabt af Ian Fleming.

## Plot
Bond er taget på ferie i Europa, da han får at vide, at terrororganisationen SPECTRE har udlovet en dusør for hans hoved på et fad. Med to insisterende kvinder på slæb må Bond nu prøve at undgå attentater og undslippe kidnapninger og samtidig finde sin husholdelske May og Miss Moneypenny, der er blevet kidnappede. Det bliver en blodig ferie for Bond, og ikke mindre blodig bliver den af, at en af dusørjægerne løbende myrder konkurrenterne. Men hvem er denne "skytsånd"?